# Mahates
Mahates ist eine Gemeinde (municipio) im Departamento Bolívar im Norden von Kolumbien. Das Palenque-Dorf San Basilio de Palenque gehört administrativ als corregimiento zu Mahates. Mahates ist Teil der inoffiziellen Metropolregion Cartagena, der Metropolregion von Cartagena.

## Geographie
Mahates liegt im Norden von Bolívar in der Subregion Dique Bolivarense am Canal del Dique, 55 km von Cartagena entfernt und hat eine Durchschnittstemperatur von 28 °C. An die Gemeinde grenzen im Norden San Estanislao, Soplaviento und San Cristóbal, im Süden María La Baja und San Juan Nepomuceno, im Osten Arroyohondo und im Westen Arjona.

## Bevölkerung
Die Gemeinde Mahates hat 27.127 Einwohner, von denen 10.394 im städtischen Teil (cabecera municipal) der Gemeinde leben. In der Metropolregion leben 1.382.015 Menschen (Stand 2019).

## Geschichte
Mahates wurde 1533 vom Konquistador Pedro de Heredia gegründet, um die Indigenen der Region besser kontrollieren und im Encomienda-System ausbeuten zu können. Der Canal del Dique wurde 1650 gebaut. Der Handel über den Kanal prägte Mahates für lange Zeit. Ein großer Teil des Ortskerns wurde 1860 durch ein Feuer zerstört. Mit dem Bau der Eisenbahn verlor der Kanal und damit Mahates ab 1894 an Bedeutung.

## Wirtschaft
Die wichtigsten Wirtschaftszweige von Mahates sind Landwirtschaft und Tierhaltung.